# Turabi Camkiran
Turabi Çamkıran (n. 3 iulie 1987, Mersin, Turcia) este un cântăreț și actor turc.

## Biografie
Çamkıran s-a născut în 1987 în Mersin; totuși, familia sa este originară din Kahramanmaraș. A renunțat la școală, dar mai târziu a terminat-o la vârsta de 28 de ani, după ce a participat la Survivor Turkey în 2014. A studiat la Universitatea din Mersin.